# Hideaki Mizukoshi
Hideaki Mizukoshi, född 6 juli 1962, är en japansk diplomat. Från 24 oktober 2024 är han Japans ambassadör i Stockholm. Han var innan dess ambassadör på Sri Lanka.